# 5535 Annefrank

Az 5535 Annefrank egy kisbolygó, melyet Karl Wilhelm Reinmuth német csillagász fedezett fel 1942. március 23-án. Az Augusta család tagja, felszíne kráterekkel szabdalt, körülbelül 4,8 km (6,6 × 5,0 × 3,4 km) átmérőjű. Tömege 1,3·1014 kg, sebessége 20,02 km/s, abszolút magnitúdója 14,2. A kisbolygó a nevét Anne Frank zsidó származású német kislányról kapta, akit a második világháború idején írt naplója tett világhírűvé.
A Stardust nevű amerikai űrszonda 1999. február 7-én indult a Wild-2 üstököshöz, hogy a kómájából gyűjtsön porszemcséket. Az üstököshöz vezető úton a szonda – miközben áthaladt a fő kisbolygóövön – 2002. november 2-án találkozott az 5535 Annefrankkal. A Stardust 3079 km-re közelítette meg a kisbolygót és képeket készített róla.
A kisbolygóról visszaverődő fény alapján kapott fénygörbe árulkodik a forgási periódusról, a kisbolygó alakjáról, a forgástengely térbeli helyzetéről, annak precessziójáról, valamint akár az objektum alakját is meg lehet vele határozni. Az alakmodellek elkészítéséhez azért finomabb mérésékre is szükség van. A legegyszerűbb esetben az alakmodellek elkészítése egy háromtengelyű ellipszoid illesztéséből áll. A forgó ellipszoid különböző irányú vetületei okozzák a fényváltozást. Ennek azért van hatalmas szerepe, mert fontos információkat nyújthatnak a kisbolygók időbeli fejlődéséről, a Naprendszerben való ütközéseikről. A égitestek fényvisszaverő képessége, albedója 0,02 és 0,6 között mozog. (A Földé például 0,39). Éppen az 5535 Annefrank esete világított rá, hogy ezek az értékek pontatlanok lehetnek. A Stardust szonda által megvizsgált 5535 Annefrank reflexiós értéke ugyanis a korábban feltételezett érték fele (0,24), amiből az következik, hogy a kisbolygó valójában kétszer akkora, mint azt korábban gondolták.